# Saqueig de Damiata (853)
El saqueig de Damiata fou una incursió reeixida de la marina romana d'Orient a la ciutat portuària de Damiata, situada al delta del Nil, entre el 22 i el 24 de maig del 853. Els romans aprofitaren que la guarnició de Damiata havia marxat a un convit per entrar a la ciutat, fer centenars de presoners i emparar-se d'una gran quantitat d'armes i provisions destinades a l'Emirat de Creta. Aquest atac i d'altres que el seguiren foren un cop dur per a les autoritats abbàssides, que es posaren a fortificar les costes i potenciar la flota local a marxes forçades. Aquestes mesures foren el germen del renaixement de la marina egípcia, que culminaria durant els períodes tulúnida i fatimita.

## Context
A la dècada del 820, l'Imperi Romà d'Orient patí dues greus derrotes que significaren la fi de la seva supremacia naval al Mediterrani: el principi de la conquesta musulmana de Sicília i la caiguda de Creta en mans d'exiliats andalusins. Aquests revessos permeteren als pirates sarraïns turmentar les comunitats cristianes del nord de la Mediterrània amb impunitat. La fundació de l'Emirat de Creta, que es convertí en un santuari per a les naus musulmanes, obrí les portes de l'Egeu a les seves incursions. Els àrabs també feren servir el seu control parcial de Sicília com a trampolí per devastar i capturar territoris a Itàlia i la riba de l'Adriàtic. Els intents dels romans de recuperar Creta poc després de la invasió andalusina se saldaren amb sengles fracassos i nombroses baixes, igual que una gran campanya de reconquesta duta a terme el 842/843.

## Expedició contra Damiata
L'any 853, els romans provaren una nova estratègia. En lloc d'atacar Creta directament, el nou objectiu era tallar-ne les línies de subministrament, especialment les que partien d'Egipte, que l'historiador Aleksandr Vassíliev descriu com «l'arsenal dels pirates cretencs». L'historiador àrab at-Tabarí narra que els romans prepararen tres estols (amb un total de gairebé 300 naus) i els enviaren a atacar bases navals musulmanes a la Mediterrània oriental. No se sap exactament on es dirigiren els dos primers estols, però el tercer, format per 85 naus amb 5.000 homes sota el comandament d'una persona que les fonts àrabs esmenten com a «Ibn Qatuna», posà rumb a la costa egípcia.
La identitat d'aquest «Ibn Qatuna» resta un misteri, tot i que els estudiosos moderns han proposat diverses opcions. A partir de la semblança de les consonants dels seus respectius noms, Henri Grégoire suggerí que era o bé Sergi Nicetiata (que, emperò, probablement havia mort el 843) o bé Constantí Contomites. En una obra posterior, publicada el 1952, discutí la possibilitat que fos el paracemomen Damià i que el nom «Ibn Qatuna» fos una mera adaptació a l'àrab del títol epi tu kitonos ('camarlenc'). Unes dècades abans, el 1913, l'estudiós siríac E. W. Brooks havia traçat un vincle amb Fotí, un estrateg del tema dels Anatòlics.
Les defenses navals egípcies eren febles. La marina egípcia havia patit un clar declivi des del seu apogeu a l'època omeia i la seva activitat es limitava en gran part al riu Nil. Les fortificacions costaneres, defensades per guarnicions de voluntaris, havien estat abandonades a finals del segle viii. Els romans ja havien aprofitat aquesta circumstància per dur a terme incursions a les costes egípcies el 811/812 i cap al 815. L'estol romà arribà a Damiata el 22 de maig del 853. La guarnició de la ciutat se n'havia anat a Fustat per assistir a un convit ofert pel governador, Ànbassa ibn Ishaq ad-Dabbí, en ocasió del dia d'Arafa. Els romans saquejaren Damiata, que havia estat evacuada pels seus habitants, durant dos dies abans de calar-li foc. Se n'endugueren unes sis-centes dones àrabs i coptes, juntament amb una gran quantitat d'armes i provisions destinades a Creta. Finalment, salparen cap a l'est, assaltaren la fortalesa d'Uixtum i hi cremaren moltes peces d'artilleria i armes de setge abans d'emprendre el viatge de tornada.

## Esdeveniments posteriors i conseqüències
Malgrat que la incursió a Damiata fou, en paraules de l'historiador Vassílios Khristidis, «una de les operacions militars més brillants» de l'Imperi Romà d'Orient, no consta en les fonts romanes. Aquesta omissió es deu probablement al clar biaix de la majoria dels relats en contra de Miquel III (r. 842-867) i el seu regnat. Així doncs, els únics que documentaren aquests esdeveniments foren at-Tabarí i al-Yaqubí, tots dos àrabs.
Els romans tornaren a atacar Damiata el 854 i, possiblement, una altra vegada el 855, quan les fonts àrabs narren que les autoritats abbàssides es prepararen per desbaratar una ofensiva romana contra Egipte. El 859, els romans caigueren sobre al-Farama. Tanmateix, els pirates sarraïns continuaren infestant l'Egeu cada vegada amb més audàcia i arribaren al seu apogeu a principis del segle ix, quan dos renegats, Lleó de Trípoli i Damià de Tars, sembraren el terror a les costes romanes i els musulmans arribaren a saquejar Tessalònica, la segona ciutat de l'imperi. No fou fins al 961 que els romans reconqueriren Creta i es tornaren a fer amos de l'Egeu.
A curt termini, la incursió feu evident com de deteriorades estaven les defenses marítimes d'Egipte. Així doncs, el governador Ànbassa ibn Ishaq ad-Dabbí manà reforçar-les sense perdre ni un instant. Durant els nou mesos posteriors a la incursió es restauraren les fortificacions de Damiata, Tinnís i Alexandria. Es posaren en marxa obres a Rosetta, Burul·lus, Aixmun, at-Tina i Nastarawa, es construïren naus i es reclutaren noves tripulacions. La majoria dels mariners eren coptes i àrabs de l'interior allistats per la força, fet que tacà la reputació d'Ànbassa en les fonts contemporànies i suscità una munió de queixes al califa al-Mutawàkkil. Historiadors àrabs posteriors, com al-Maqrizí, i les fonts coptes narren que la nova armada perpetrà ràtzies contra els romans en els anys següents, tot i que no en consta cap detall. Aquestes mesures es consideren la pedra fundacional del renaixement de la marina egípcia, que assoliria un efectiu de cent naus en el període tulúnida (868-905) i arribaria al seu punt àlgid sota els fatimites (969-1171).